# Kapeller

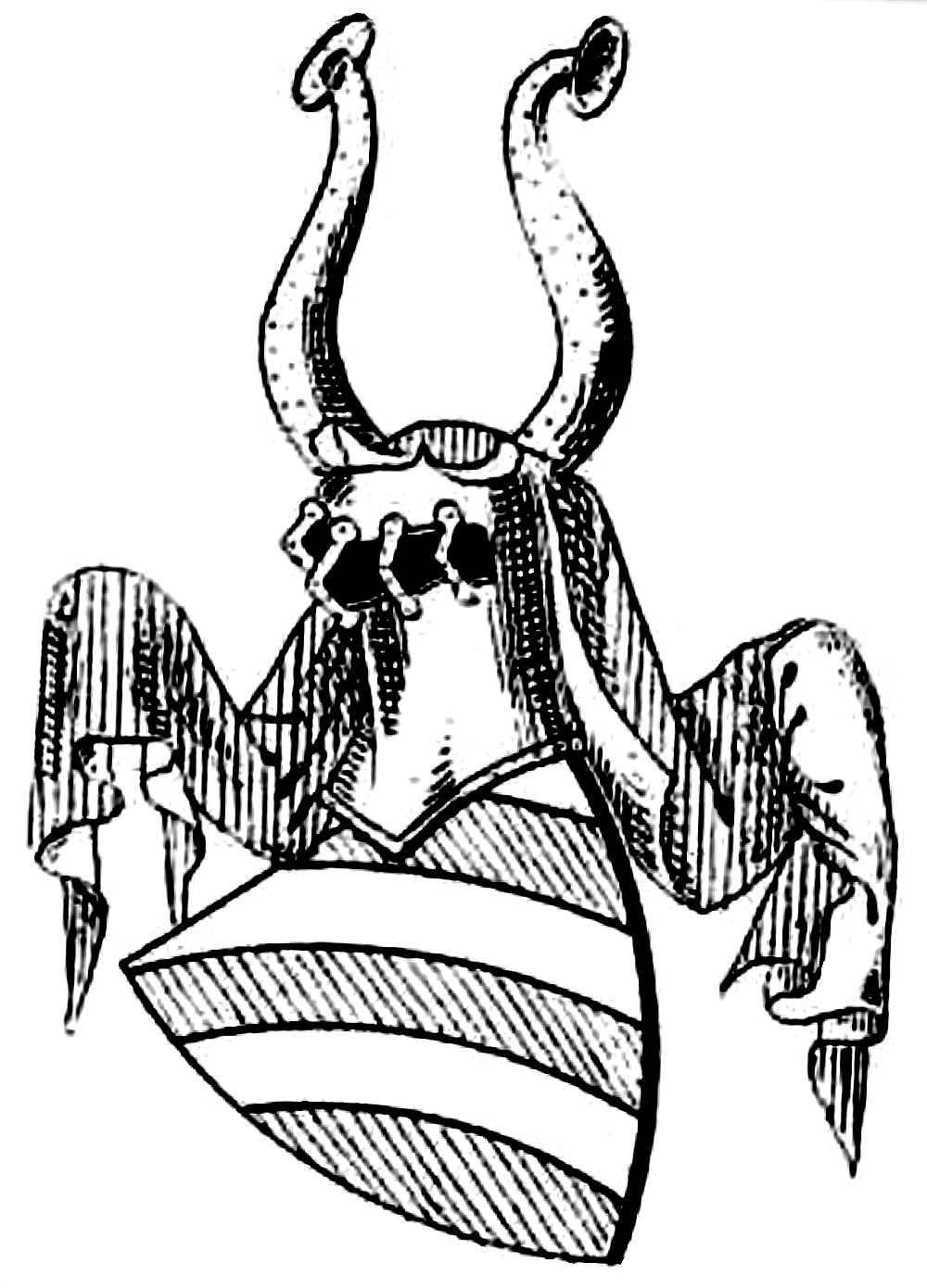
Stammwappen derer von Capellen

Die Kapeller (auch Capeller oder Herren von Capellen genannt) waren ein bedeutendes österreichisches Adelsgeschlecht des 12. bis 14. Jahrhunderts mit Lebensmittelpunkt in Österreich ob der Enns (Oberösterreich). Ihre Macht beruhte auf dem politischen Erfolg von König Rudolf I. von Habsburg im Ringen mit König Ottokar II. Přemysl. Mit Eberhard II. starben die Kapeller im Jahre 1406 aus.

## Geschichte

### Ursprung und Stammsitz
Der Name der Kapeller leitet sich vom Stammsitz des Geschlechtes auf einem kleinen bewaldeten Hügel in Kappling bei Gunskirchen ab. Nachdem die Kapeller zahlreiche weitere Besitzungen erworben hatten, verließen sie ihren Stammsitz, welcher im Laufe der Zeit verfiel. Noch 1680 standen zu „Kapling die Mauerreste eines Kirchleins“, welche heute verschwunden sind. Im Nachlass der Sammlung Walter Neweklowsky wird der Stammsitz der Kapeller als „verschwundene Burg“ klassifiziert. Der genaue Standort der Burganlage ist laut Bundesdenkmalamt nicht mehr feststellbar.

### Edelfreie Kapeller
In den ältesten Urkunden findet man die Kapeller als Edelfreie („nobiles“) des Landes. Sie hatten schon früh Beziehungen zu den Geschlechtern der Starhemberger, Losensteiner und Volkenstorfer, obwohl sie ihnen an Rang noch nicht gleich kamen. In den Zeugenreihen der Urkunden kommen sie zumeist vor oder nach den Volkenstorfern zu stehen.
Noch in den 1130er-Jahren wurden Beringer de Capelle und ein paar weitere Zeugen explizit als „Freie“ bezeichnet („Hi omnes liberi sunt“).

### Kapeller als Ministeriale
Die ursprünglich freien Kapeller begaben sich um 1138 freiwillig in die Abhängigkeit der Markgrafen von Steyr. Als nämlich der Salzburger Erzbischof Konrad I. am 22. Februar 1138 die Gründung von Stift Rein bestätigte und am 10. Oktober 1139 dem Stift Admont die Zehente des Otto von Machland zusagte, wurden die Kapeller bereits zur Traungauer Ministerialität gezählt. Zu diesem Übertritt könnte sie bewogen haben, dass sich die Kapeller einerseits nicht mächtig genug fühlten, den beginnenden Bestrebungen nach fürstlicher Herrschaftsbildung durch die steirischen Markgrafen erfolgreich Widerstand leisten zu können, und dass sich andererseits der Status der unfreien Ministerialen immer mehr jenem der Edelfreien angenähert hatte und ehemalige Freie möglicherweise einen Wettbewerbsvorteil gegenüber den anderen Ministerialen hatten.
Die Kapeller beteiligten sich mit Geld und Soldaten stets führend an den kriegerischen Unternehmungen ihrer Landesherren. Nach dem Wechsel der Landesherrschaft standen sie auch dem Böhmenkönig Ottokar II. Přemysl loyal gegenüber, wechselten aber rechtzeitig zu Rudolf von Habsburg, zu dessen Erfolg sie entscheidend beitrugen. Rudolfs Dankbarkeit dafür war maßgeblich für die weitere Entwicklung der Kapeller.
Gelegentlich werden die Kapeller zu den oberösterreichischen Apostelgeschlechtern gezählt, was aber unzutreffend ist, denn ihre Bedeutung erlangten sie erst als Ministeriale zur Zeit der Habsburger und Walseer.

### Kapeller als Landrichter
Im Laufe ihrer Familiengeschichte hatten die Kapeller folgende Landgerichte inne.
Landgerichte im heutigen Oberösterreich:
- Landgericht Machland: Dieses Landgericht deckt sich mit dem Großteil des zusammenhängenden Kapeller Grundbesitzes.
- Landgericht Donautal: Konrad II. von Kapellen wurden von den Schaunbergern als Landrichter für das passauische Donautal bestellt. Nach dem Tode Konrads verliehen die Schaunberger dieses Landgericht nicht mehr weiter.
- Landgericht Schlierbach: Hans von Kapellen erwarb um 1310 das Landgericht Schlierbach, das sein Sohn Ulrich samt der Herrschaft Schlierbach um 1353 an die Walseer verkaufte.

Landgerichte im heutigen Niederösterreich:
- Landgericht Stetteldorf am Wagram: Stetteldorf war das zweite Landgericht, das Ulrich II. von Kapellen erwarb. Nach dem Aussterben der Kapeller ging dieses Landgericht an die Starhemberger.
- Landgericht Peilstein: Konrad II. erwarb von Herzog Friedrich der Schöne auch das Landgericht Peilstein östlich des Flusses Ybbs. Peilstein wurde vom Landesfürsten wiederholt zurückgekauft und wieder verpfändet, auch den Kapellern wurde Peilstein zumindest ein zweites Mal versetzt.
- Landgericht Lichtenfels: Die Kapeller ließen Landgericht und Herrschaft Lichtenfels durch Pfleger verwalten.
- Landgericht Hadersdorf: Die Walseer und Kapeller erbten nach dem Aussterben der Falkenberger 1355 die Herrschaft Falkenberg und das dazugehörige Landgericht Hadersdorf. 1367 verkauften in Wien die Brüder Friedrich und Heinrich von Walsee-Drosendorf ihren Anteil an der Herrschaft Falkenberg an Eberhard I. von Kapellen. Nach dem Tode Eberhards II. kam das Landgericht Hadersdorf durch seine Tochter Wilbirg an die Dachsberger.
- Landgericht „niederhalb der Enns“: Einer der Sitze dieses wenig bezeugten Landgerichts war Weistrach östlich von Steyr.

## Wappen
Blasonierung: Das Stammwappen zeigt den Schild fünfmal in Rot und Silber im Bogenschnitt schräg rechts geteilt; auf dem Helm mit rot-silbernen Helmdecken zwei goldene Hörner.

## Besitzungen
Während die Herren von Walsee ihre Machtposition in Oberösterreich südlich der Donau stetig ausbauten, hatten die Kapeller den größten Teil ihrer Besitzungen nördlich der Donau im Machland. Ihre Stellung ist damit mit den Herren von Perg und Machland zur Zeit der Babenberger vergleichbar.
Die Kapeller besaßen zum Zeitpunkt ihres Aussterbens um die 40 Burgen und Sitze in den Ländern ob und unter der Enns. Deren Erbe kam über die beiden Töchter Dorothea und Wilburg an Hartneid von Liechtenstein und Jörg von Dachsberg.

## Bedeutende Kapeller
- Berengar von Kapellen war im 12. Jahrhundert einer der angesehensten Dienstleute der steirischen Otakare.

- Ulrich I. und Pilgrim I. waren um 1237 Ministeriale und erwarben erste Besitzungen im unteren Mühlviertel. Beide wandten sich im 13. Jahrhundert den babenbergischen Herzögen zu. Um 1250 wurden beide vom Passauer Bischof Berthold um Unterstützung bei der Wiedergewinnung von vorenthaltenen Zehenten für das Kloster Baumgartenberg gebeten

- Ulrich II., der Lange (1250–1301) war Vertrauter von König Rudolf I. von Habsburg und dessen Sohn, Herzog Albrecht I. von Österreich. Er war Herr zu Burg Mitterberg, Burg Steyregg, und anderswo, und Landrichter im Landgericht Machland, sowie 1279–1288 Hauptmann und Landrichter ob der Enns.

- Hans I. von Kapellen (auch Janns von Kapellen genannt) ließ 1300 ein umfassendes Urbar anlegen, in dem 438 Güter, Zehente, Lehensleute und sonstige Besitzungen angeführt waren. 1312 war Janns von Kapellen Inhaber des „Linzer Urfahrs“. Herzog Friedrich erneuerte für Janns die Verpfändung des Landgerichtes Machland an die Kapeller und gestand ihm den Zehent aus diesem Landesteil, dem späteren Amt Naarn, zu. Auch das Amt Weitersfelden fiel unter Janns den Kapellern zu. 1352 erwarben sie auch die Herrschaft Reichenstein. Janns war mit Kunigunde von Wallsee verheiratet, welche ihm die Söhne Ulrich und Eberhard schenkte. Janns starb 1354.

- Eberhard I. von Kapellen nahm 1356 unter Herzog Albrecht II. an einem Kriegszug gegen die Stadt Zürich teil. Um diesen Kriegszug zu finanzieren, verpfändete der Herzog den Kapellern für 1000 Pfund die Ennsburg. Eberhard erwarb 1354 die Burg Windegg und 1359 das Schloss Schwertberg. Er erhielt 1366 vom Passauer Bischof Albert auch das Kirchenlehen Hedreins an der Pulkau in Niederösterreich. Um 1370 übernahm Eberhard mit seinen Brüdern auch Schloss Hagenberg im Mühlviertel.

- Anna von Kapellen war Priorin des Frauenklosters Pulgarn.

- Eberhard II. von Kapellen unterstützte den Landesfürsten 1381 gegen die aufständischen Schaunberger und erhielt das Landgericht Machland auf Lebenszeit verliehen. Er wird im Jahre 1384 in einem von der Hofkanzlei Albrechts III. für die Universität Wien ausgestellten Stiftsbrief auch als Zeuge erwähnt. 1388 unterstützte Eberhard II. den Herzog in einem Krieg gegen die Stadt Passau und besetzte mit seinen Leuten die Festung Oberhaus. Mit Eberhard II. starben die Kapeller im Jahre 1406 aus. Seine Witwe Anna verehelichte sich noch mit Reinprecht II. von Walsee und brachte diesem die Herrschaft Windegg zu.

## Stammliste
1. NN[11]
  1. Piligart, ⚭ Otachar I. von Schlierbach
  2. Berengar/Berenger/Peringer/Pernger I. (urkundlich ca. 1125–1165?), letzter Edelfreier der Familie
    1. Berengar II. (urkundlich 1165?–1215?), Ministeriale des steirischen Markgrafen
      1. Berengar III.
      2.  \\ Degenhart/Deinrat (urkundlich 1205–1215)
        1. Pilgrim I. (* um 1200; urkundlich 1237–1250), ⚭ Gisela von Viehofen, Steyregger Linie der Kapeller
          1. Ulrich II. (urkundlich 1267–1301), Landrichter ob der Enns, ⚭ I) 1276 Gertraud von Lonsdorf, ⚭ II) 1281 Elisabeth von Zelking, ⚭ III) Margarete von Falkenberg oder von Losenstein
            1. (II) Leutgard/Liutgard, ⚭ Otto II. (von Zelking)
            2. (III) Elisabeth (1291–1334), ⚭ Otto I. von Zelking
            3. (III) Hans/Jans I. (urkundlich 1297–1355), ⚭ Kunigunde von Walsee († 1342)
              1. Eberhard I.[12] (um 1315–1386/87), Hauptmann zu Enns und Pfleger zu Schärding, ⚭ Jutta von Pottenstein
                1. Wenzel
                2. Bernhard

              2. Anna[12], Priorin des Frauenklosters Pulgarn
              3. Ulrich IV. (urkundlich 1325–1357), Verkauf der Herrschaft Schlierbach um 1353, ⚭ Katharina von Liechtenstein
                1. Kunigunde[12]
                2. Elisabeth/Elspet[12]
                3. Hans/Jans II.[12]
                4. Eberhard II.[12] († 1406), ⚭ I) Sophia von Kuenring, ⚭ II) Anna von Tybein (⚭ II. Reinprecht II. von Walsee)
                  1. (I) Wilburg ⚭ Jörg von Dachsberg
                  2. (I) Dorothea ⚭ Hartneid V. von Liechtenstein

        2. Hadmar/Konrad I., ledig verstorben
        3. Ulrich I. (urkundlich 1215?–1270), Gefolgsmann von Ottokar II. Přemysl, ⚭ Elisabeth von Zelking, Kürnberger Linie der Kapeller
          1. Pilgrim II. (urkundlich 1277–1309), Chorherr von Passau
          2. Ulrich III. (urkundlich 1272–1287), Burggraf von Ebelsberg, ⚭ Elisabeth von Lonstorf
            1. Konrad III., starb ledig
            2. Pilgrim III., ebenfalls ledig verstorben
            3. Agnes, ⚭ Albero VII. von Kuenring

          3. Konrad II. (urkundlich 1267–1315), Landrichter in Linz, ⚭ Minzia von Volkenstorf
          4. Margareta ⚭ Heinrich von Volkenstorf

        4. NN (weiblich), ⚭ Ulrich I. von Trixen [Truchsen]

Anmerkungen:
\\ hier könnte noch eine Generation fehlen. Berengar III. könnte der Bruder oder auch der Vater von Degenhart gewesen sein

## Gefolgschaften der Kapeller im Machland
Den größten Teil ihrer Besitzungen hatten die Kapeller im Machland. Dort sind folgende Dienstleute erwähnenswert (in alphabetischer Reihenfolge):
- Arbinger: Wetzel von Arbing wurde erstmals 1288 genannt und bezeugte im Gefolge der Kapeller mehrere Urkunden des Stifts Baumgartenberg. Sein gleichnamiger Sohn wird 1337 als „Herr Wetzel von Arbing“, Landrichter von Machland, tituliert.
- Au: Dietreich von Awe findet sich 1297 erstmals im Gefolge des Ulrich von Kapellen. Chunrad von Au war als Lehensmann der Kapeller auch Landrichter im Machland.
- Chuleub: Am 11. November 1297 wird im Gefolge des Hans von Kapellen ein Ritter Hartnid von Chuleub genannt, der sich wahrscheinlich nach seinem Stammsitz im niederösterreichischen Kilb benannte. Sein Sohn Ott der Chuleuber wurde ebenfalls als Ritter tituliert.
- Die Engelpoldsdorfer traten im 14. Jahrhundert auf. Herwigs Tochter Sophie versetzte 1356 einen Hof zu Eizendorf in Saxen nach Baumgartenberg, was neben Ulrich und Eberhard von Kapellen auch ihr Bruder Rudolf der Engelpoldsdorfer bezeugte.
- Flachenecker: Herbordus de Flaccheneke wurde 1209 genannt. Die Flachenecker, die auch in der Riedmark und südlich der Donau Besitzungen hatten, zeugten immer wieder im Gefolge der Kapeller.
- Fleischess: Der Stammsitz der Fleischessen ist vermutlich in Niederösterreich zu suchen. Ab 1298 erschienen sie auch im Machland im Gefolge der Kapeller. Heinrich der Fleischess wurde 1357 als Landrichter im Machland bezeichnet.
- Frei: Mit Herwort der Frey erschien erstmals 1315 ein Mitglied dieser Familie, deren Stammsitz nicht lokalisierbar ist, sich aber sicherlich im Machland befand.
- Freitel von Windhag: Der erste Träger des Namens Vreitel besaß die Burg Windhaag und wurde 1276 in einer Urkunde Ulrichs von Kapellen genannt. Sein Sohn Heinrich trat 1290 als Heinricus de Winthag im Gefolge Ulrichs von Kapellen auf. Die Wirtschaftskrise Mitte des 14. Jahrhunderts traf auch die Windhager hart, sodass die Brüder Otto, Jans, Ulrich und Freitel, genannt die Freitel von Windhag, 1256 zwei Güter an den Pfarrer von St. Thomas am Blasenstein und an das Stift Waldhausen versetzen mussten. Freitels Sohn Heinrich musste weitere Güter verkaufen.
- Die Hauser, die sich bis 1135 zurückverfolgen lassen, waren eine der wenigen Ritterfamilien des Machlandes, die die Krisen des 14. Jahrhunderts gut überstanden. Dazu mag beigetragen haben, dass sie auch im Dienste von Herzog Albrecht III. standen und dadurch ein zweites wirtschaftliches Standbein hatten.
- Holzer: Als Herweich der Holczer von Chlamm 1297 ein Lehen und eine Hofstatt nach Baumgartenberg stiftete, bemühte er Ulrich, Pilgrim und Konrad von Kapellen als Zeugen. Die letzte Erwähnung der Holzer stammt aus dem Jahr 1347, als Herweigs gleichnamiger Sohn seine eigene Hofstatt in Eizendorf nach Baumgartenberg verkaufen musste.
- Die Imzinger nannten sich nach dem Ort Inzing im Pfarrgebiet von Mitterkirchen und gehören zu den ältesten im Machland nachweisbaren Familien. Schon als 1154 die Klöster Baumgartenberg und Waldhausen einen Vergleich wegen des Erbes von Otto von Machland schlossen, war Bertholdus de Imezingen unter den Zeugen. Gerhart Marckhgott hat zwischen 1290 und 1332 nicht weniger als 33 Mal einen Heinrich von Ympzing in den Urkunden nachgewiesen.
- Lempel: Churat der Lempl verkaufte 1297 eine Hube zu Hofstetten nach Baumgartenberg. Er besaß kein eigenes Siegel, weshalb auf sein Ersuchen Hans von Kapellen seinen Verkaufsvertrag siegelte. Die Lempl wurden zumindest in der zweiten Hälfte des 14. Jahrhunderts als Ritter bezeichnet.
- Mitterberger: Die Zusammenhänge zwischen dieser Ritterfamilie und der Burg Mitterberg sind unklar. Die Mitterberger sandten ihre Töchter gerne in das Frauenkloster Pulgarn, eine Stiftung der Kapeller.
- Mitterkircher: Die in Mitterkirchen im Machland ansässige Familie verwendete gerne die Vornamen Otto und Walchun, was darauf hindeutet, dass die Mitterkircher früher Dienstleute der Herren von Machland gewesen waren.
- Öder: Im Jahre 1265 tauchte mit Hertwig der erste bekannte Öder von Geiersberg im Machland auf. Zwischen 1320 und 1330 spaltete sich die Familie in die Öder von Schwertberg und Öder von Kriechbaum. Zwischen 1330 und 1380 waren Lorenz der Öder, Ott der Öder und Albrecht der Öder mehrfach Landrichter im Machland.
- Osterberger: Marquart von Osterberg, der 1290 erstmals im Machland urkundlich erwähnt wurde, dürfte aus Steyr zugewandert sein. Von 1304 bis 1313 war er Landrichter im Machland. Seine Spuren verlieren sich jedoch nach dem Jahr 1318.
- Die Steiner besaßen die Burg Innernstein und waren ursprünglich Dienstmannen der Klam-Velburger. Im 14. Jahrhundert empfingen sie ihre Feste Innernstein als Lehen von den Kapellern.
- Smida: Hartmud de Smida scheint erstmals 1240 als Zeuge auf. Sein Sohn Ulrich starb um 1310 kinderlos und wurde von den Fleischess beerbt.
- Tannpeck: Die Tannpeck, die sich möglicherweise nach dem Tannpeckhof bei Mitterkirchen im Machland benannten, schienen erstmals 1325 mit Friedrich der Tannpeckh in einer Machländer Urkunde auf.